# Eil
Eil (em turco: Eğil; em turco otomano: اکيل) ou Guel (em curdo: Gêl) é um município e distrito na província de Diarbaquir, na região do Sudeste da Anatólia, na Turquia. Tinha uma população de 21 434 pessoas em 2022.

## História
Eil localiza-se próximo a um sítio antigo, cuja identificação precisa de confirmação. Foi proposto que, na Idade do Bronze, o sítio abandonado fosse a Ingalaua (em hitita: 𒅔𒃲𒀀𒉿; romaniz.: Ingalawa) citada nos registros hititas do século XIV a.C.. Por conseguinte, supõe-se que Ingalaua foi refundada no século II a.C. como Carcatiocerta, capital do Reino de Sofena, pelo rei orôntida Arcátias.
É amplamente aceita essa identificação, haja vista sua localização privilegiada, o fato de já ter pertencido aos territórios de Sofena, a presença de cultura material pertencente aos períodos assírio, helenístico e bizantino, que reforça sua ocupação ininterrupta, e grandes tumbas escavadas na rocha. Seus vestígios arqueológicos estão sob risco de serem inundados pela proximidade com a represa de Dijele. Ainda estão visíveis uma cidadela fortificada com elementos associados escavados na rocha, uma necrópole real e um túnel que originalmente ligava a cidadela à cidade baixa.